# Salvia clevelandii
Salvia clevelandii är en kransblommig växtart som först beskrevs av Asa Gray, och fick sitt nu gällande namn av Edward Lee Greene. Salvia clevelandii ingår i släktet salvior, och familjen kransblommiga växter. Inga underarter finns listade i Catalogue of Life.

## Bildgalleri

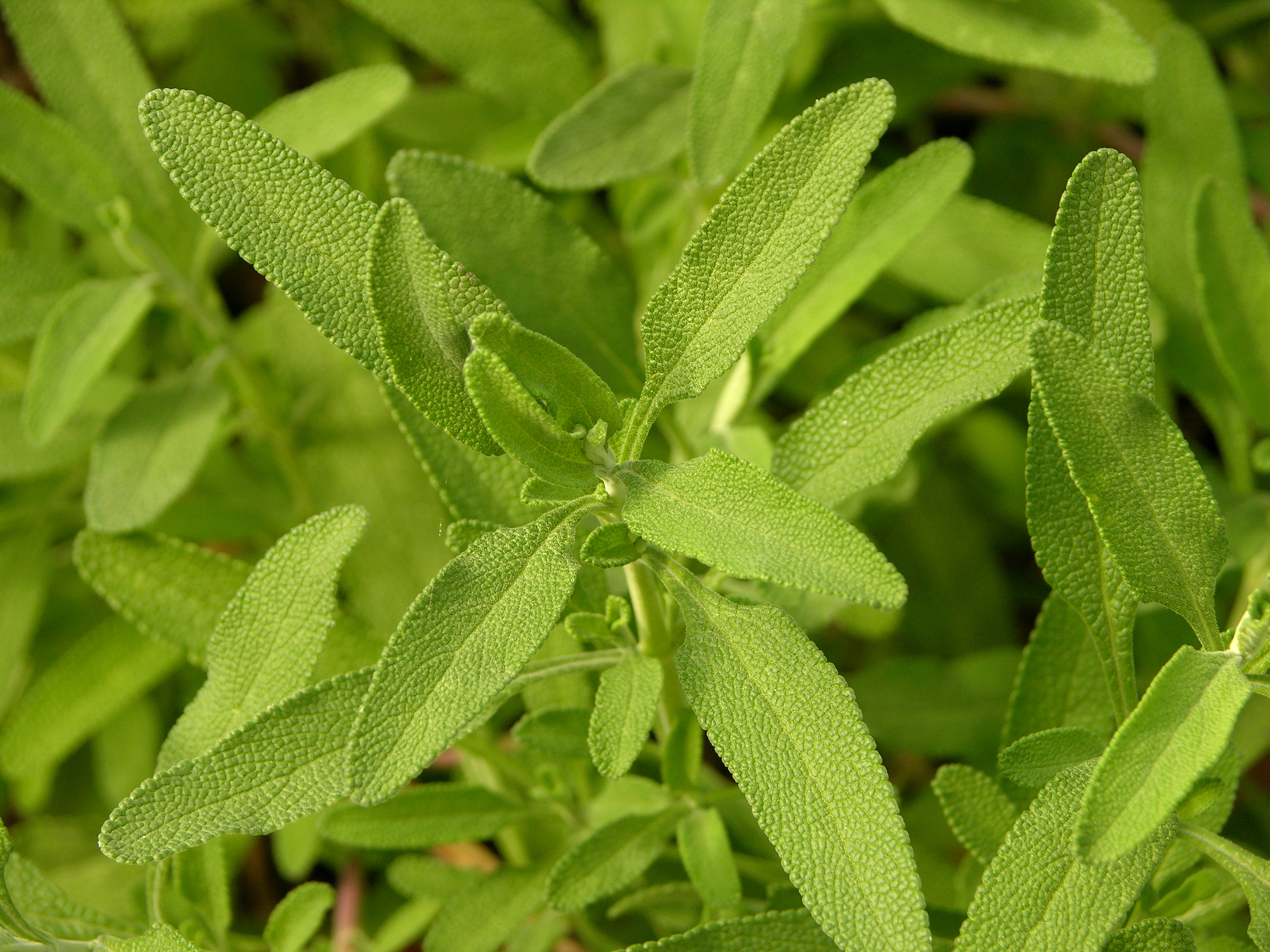
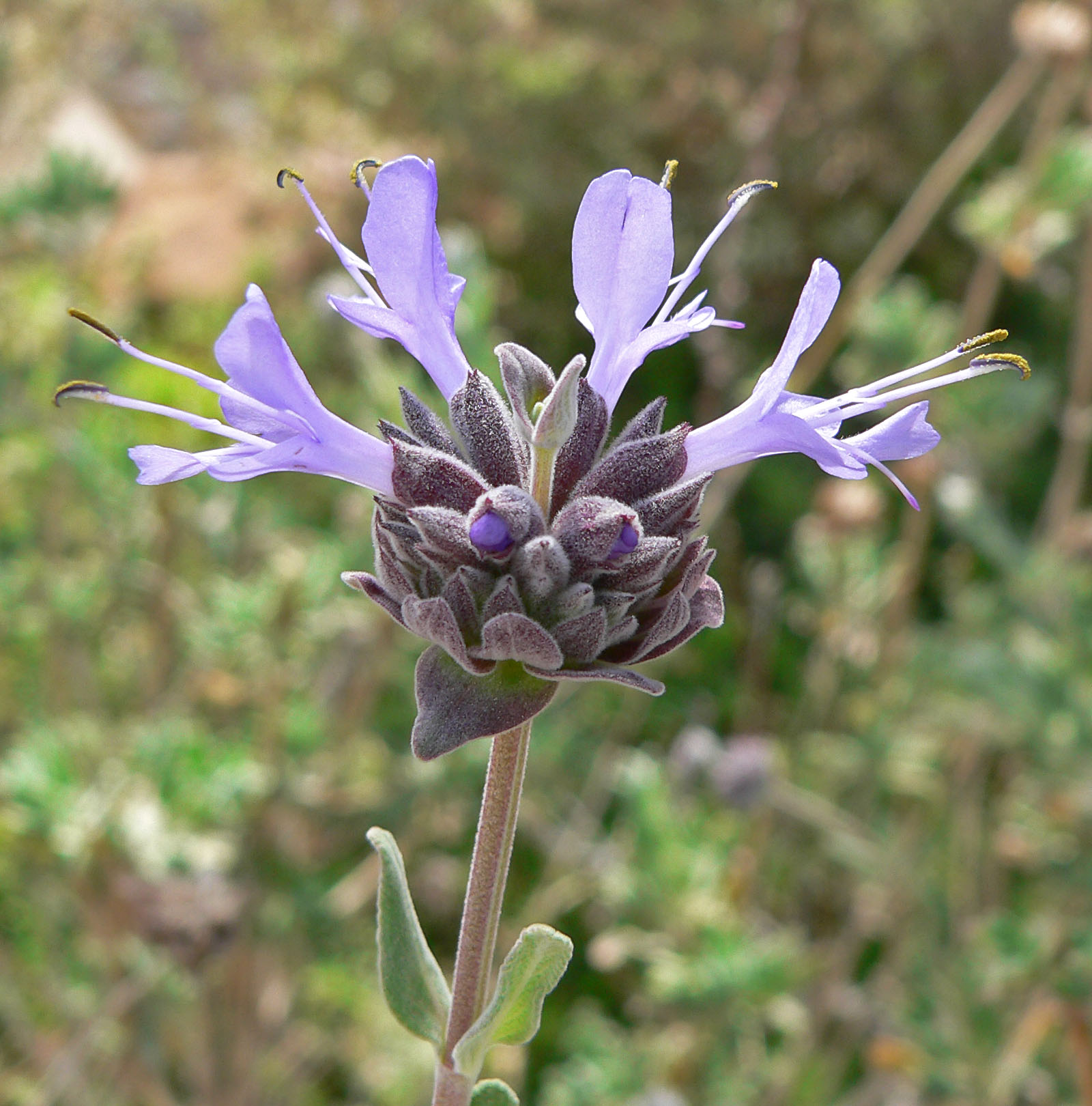
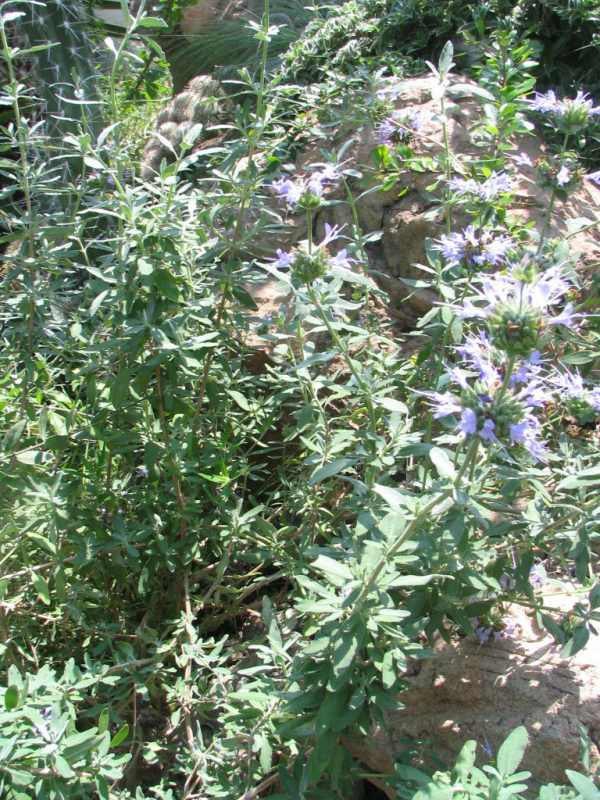
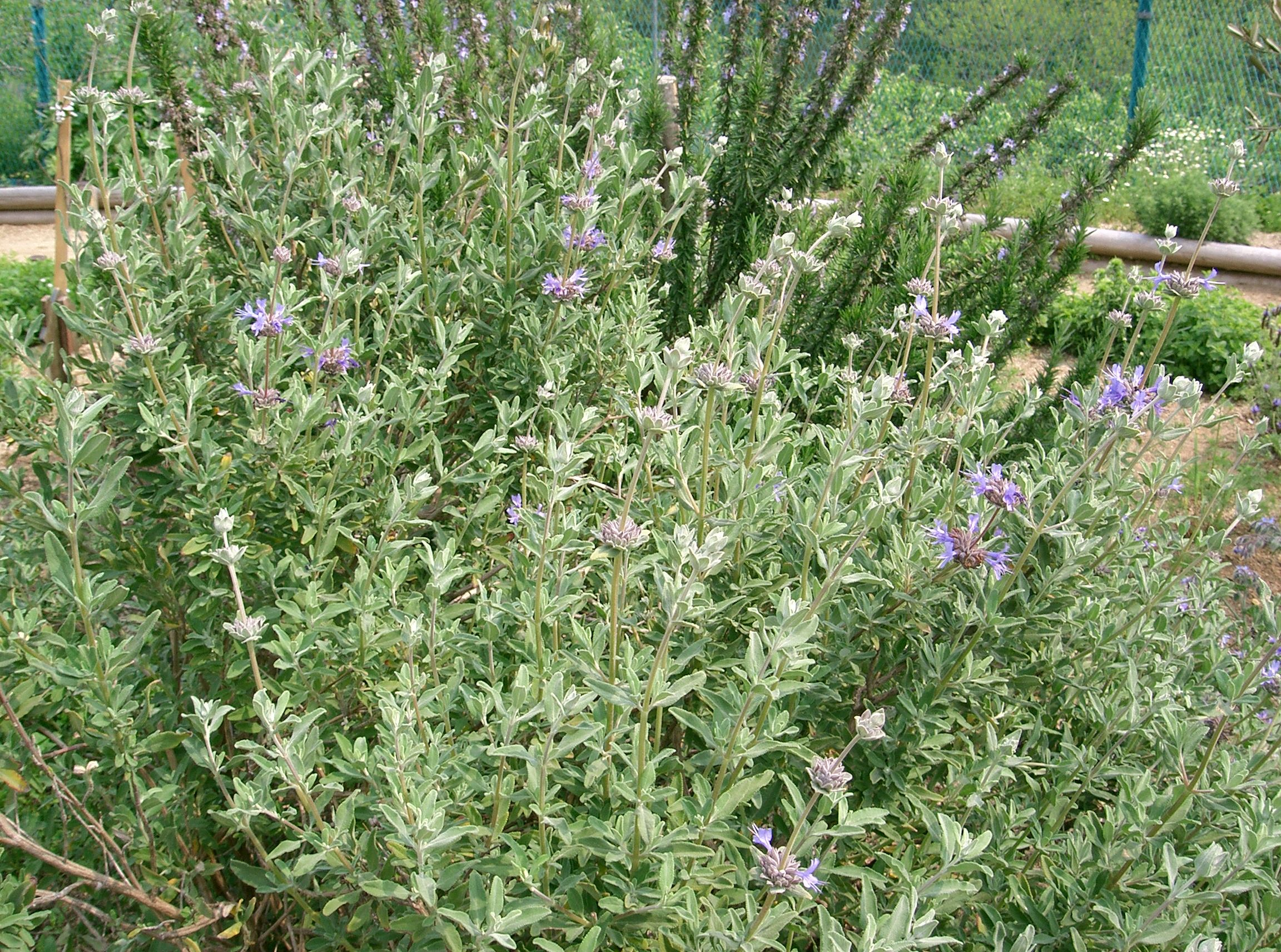
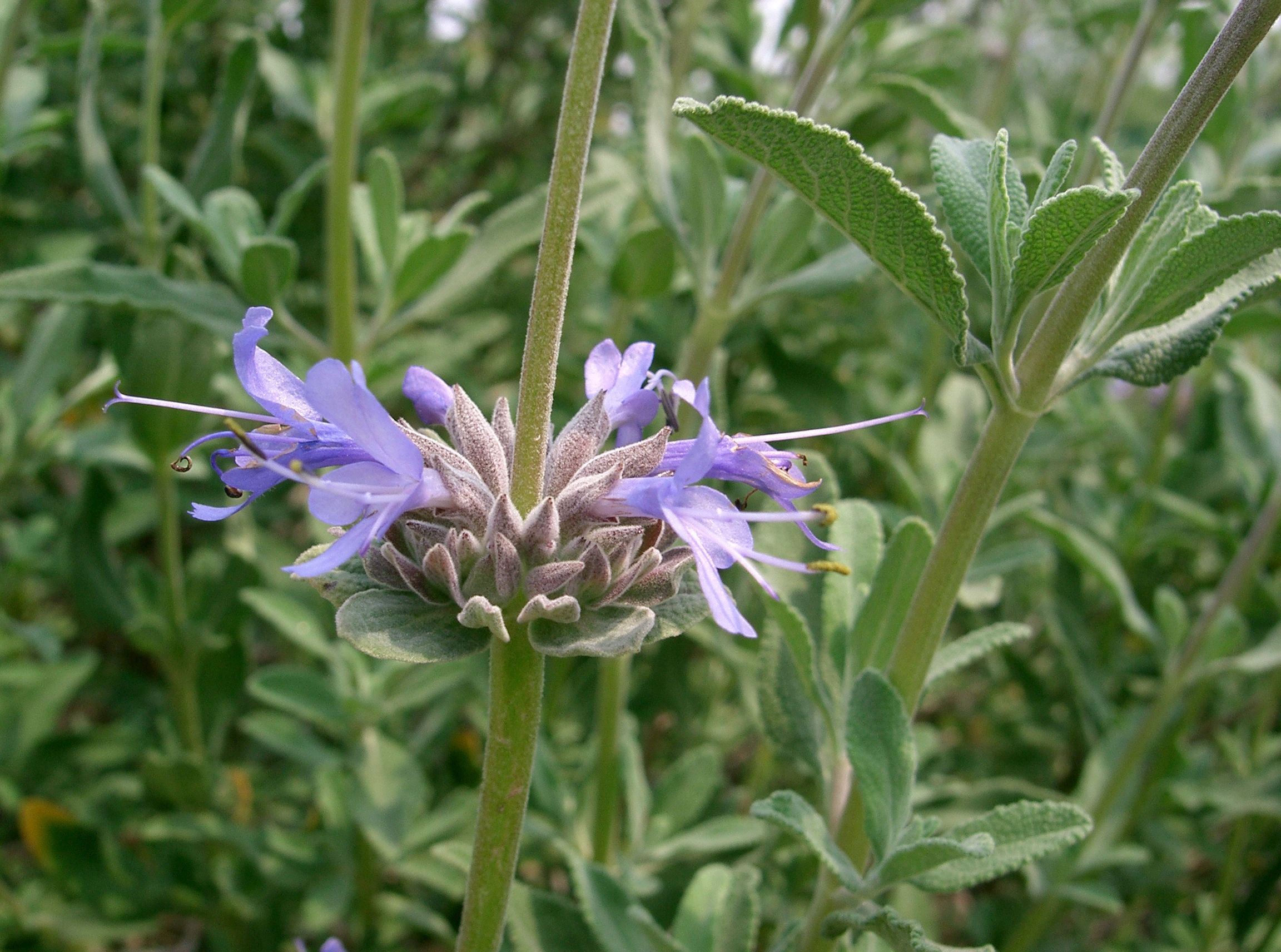
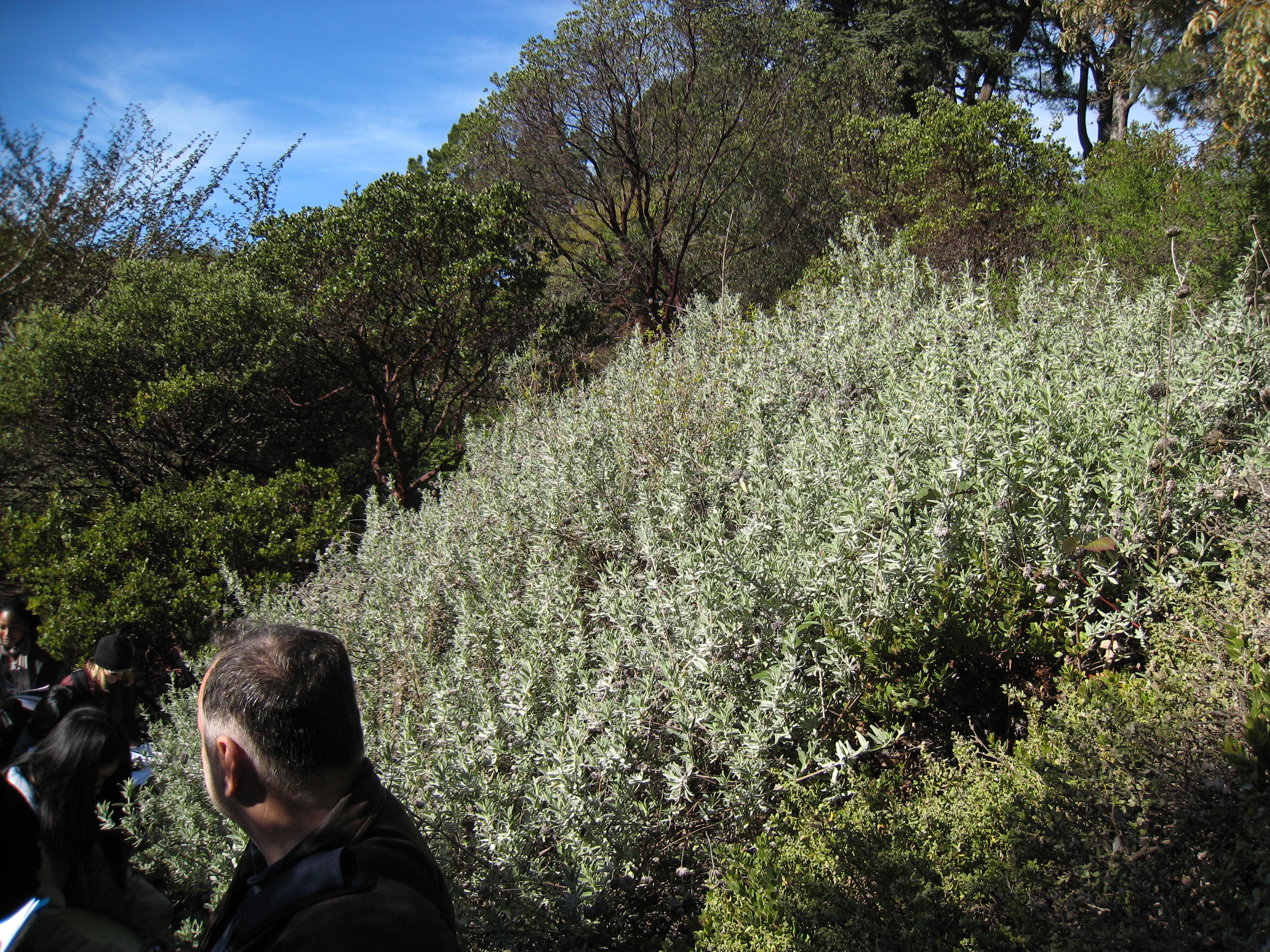